# Tragocephala mima
Tragocephala mima es una especie de escarabajo longicornio del género Tragocephala, subfamilia Lamiinae. Fue descrita científicamente por Thomson en 1878.
Se distribuye por Kenia, Malaui, Mozambique, Tanzania, Zambia y Zimbabue. Posee una longitud corporal de 17-25 milímetros. El período de vuelo de esta especie ocurre en los meses de noviembre y diciembre.